# Copa 12 de Noviembre
La Copa 12 de noviembre (en portugués: Taça 12 de Novembro) es el torneo de copa de fútbol más importante de Timor Oriental y es organizado por la Liga Futebol Amadora y la Federación de Fútbol de Timor Oriental.

## Historia
La copa fue creada en 2013 e inicia en el mes de agosto bajo un sistema de eliminación directa, consta de tres rondas y termina en el mes de setiembre.
El campeón de la copa juega la Supercopa LFA, una copa que se juega a un único partido y que marca el inicio de la temporada de los campeonatos de fútbol de Timor Oriental.

## Ediciones anteriores
- 2013: Dili Leste[1]
- 2014: desconocido
- 2015: Aitana FC[2]
- 2016: AS Ponta Leste[3][4]
- 2017: Atlético Ultramar
- 2018: Atlético Ultramar
- 2019: Lalenok United FC

## Títulos por equipo
| Club              | Títulos | Último |
| ----------------- | ------- | ------ |
| Atlético Ultramar | 2       | 2018   |
| Dili Leste        | 1       | 2013   |
| Aitana FC         | 1       | 2015   |
| AS Ponta Leste    | 1       | 2016   |
| Lalenok United FC | 1       | 2019   |